# In My Room
In My Room è un brano musicale scritto da Brian Wilson e Gary Usher per il gruppo rock statunitense The Beach Boys. La canzone venne pubblicata come b-side del singolo del 1963 Be True to Your School, pubblicato per promuovere il loro album Surfer Girl. Il pezzo stanziò al numero 23 della classifica americana e fu introdotto alla Grammy Hall of Fame nel 1999. 
La rivista britannica Rolling Stone lo collocò al posto 212 della lista delle 500 migliori canzoni della storia.

## Il brano
Gary Usher spiegò che:
Usher (che co-scrisse il testo con Wilson) più avanti disse che "Brian diceva sempre che la sua stanza era tutto il suo mondo". Quest'ultimo confermò questa sua opinione: «Avevo una camera, e la immaginavo come il mio regno. Scrissi il pezzo, decisamente, sul fatto che nessuno ha mai paura quando è nella propria stanza. Ciò è assolutamente vero.»
Nel 1990, Brian scrisse:

### Demo e pubblicazione finale
Il box set del 1993, Good Vibrations: Thirty Years of The Beach Boys, contiene una prima versione di In My Room, molto diversa dall'originale, anche se è chiaro che sia stata registrata nello stesso giorno. La demo prevede la partecipazione di sei Beach Boys: sia Al Jardine (nella voce) sia David Marks (la cui chitarra suona la parte di Carl Wilson) sono comunque presenti.
Il pezzo inizia con il gruppo che esegue la melodia principale senza parole per poi cominciare con il pronunciare la prima strofa. Questa introduzione venne in seguito scartata e rimpiazzata con un arpeggio di chitarra solista. 
Altre differenze sono: il coro, che nella versione definitiva si struttura a partire dalla voce di Brian Wilson, seguita da quella del fratello Carl Wilson e infine da quella di Dennis Wilson e il finale, che a parte il fatto che va a svanire nel singolo ufficiale, contiene una perfetta sincronizzazione di Jardine e Marks.

### Accoglienza
In My Room rimase nella "Billboard Hot 100" per 11 settimane, toccando il ventitreesimo posto nel 1963. Nella UPI (United Press International) secondo il sondaggio settimanale, si trovò al diciassettesimo a livello nazionale, sostenuto anche dal suo successo molto esteso in tutto il paese dove è stato trattato come un lato A:
- 1 a Boston e a Seattle
- 2 a San Francisco
- Top 10 a Washington DC, Houston, Minneapolis, Pittsburgh, Columbus

## Riconoscimenti e cover
- David Crosby dei The Byrds e dei Crosby, Stills, Nash & Young disse di essere un amante della canzone, affermando: «In My Room era un punto determinante per me. Quando l'ho sentita, ho pensato "mi arrendo, non posso rifarla-non sarò mai in grado di rifarla.» Fece una cover in trio con Jimmy Webb e Carly Simon nell'album An All-Star Tribute to Brian Wilson (2001).
- Il pezzo fu scelto da John Cale come uno dei brani da portare su un'isola deserta durante lo show radiofonico dell'emittente Desert Island Discs.
- Un remake fatto dalla band di Gary Usher, Sagittarius, peaked at #86 in 1969.
- Una registrazione di E.G. Daily & the Sydney Children's Choir apparve nel film d'animazione del 2006 "Happy Feet".
- Una cover di In My Room fatta dai Grant Lee Buffalo fu inclusa nella colonna sonora della serie televisiva Friends. È udibile nell'episodio "La lista" della Seconda Stagione.
- Una cover della canzone fu registrata dai Best Coast per il loro EP Make You Mine.
- Il testo del brano fu la fonte d'ispirazione del singolo Brian Wilson della rock band canadese Barenaked Ladies ("Lying in bed/just like Brian Wilson did"). Composta da Steven Page, Brian Wilson racconta la storia di un uomo la cui vita è parallela a quella di Brian Wilson, in particolare durante il suo tempo trascorso con lo psicologo Eugene Landy dopo che gli era stata diagnosticata malattia mentale.
- Una versione dal vivo del pezzo suonata da Jimmy Buffett è ascoltabile in Live in Anguilla (2007). Più specificatamente nel disco 2, cut 6, in cui lo canta insieme a Jake Shimabukuro.
- Il pianista Larry Goldings arrangiò In My Room in Mi maggiore per il suo album omonimo del 2011.
- Jann Arden fece una cover della canzone nel suo album Uncover Me 2, pubblicato nel 2011.
- Danny Gatton registrò una versione strumentale del pezzo per il disco 88 Elmira St..

## Formazione
- Brian Wilson: voce, basso
- Mike Love: coro, voce (Bridge)
- Carl Wilson: coro, chitarra
- Dennis Wilson: coro, batteria
- Al Jardine: coro
- David Marks: chitarra
- Maureen Love: arpa
- Hal Blaine:  percussioni